# 15 Ceti
15 Ceti är en orange jätte i stjärnbilden Valfisken.
15 Ceti har visuell magnitud +6,64 och kräver fältkikare för att kunna observeras. Den befinner sig på ett avstånd av ungefär 795 ljusår.